# 墨西哥比亞埃爾莫薩聖殿
墨西哥比亞埃爾莫薩聖殿是耶穌基督後期聖徒教會的第 85 座運營聖殿。

## 歷史
1972年，第一座支會教堂在塔巴斯科州建成。该建筑后来成为一个支聯會中心（一个由多个支會组成的更大的会众建筑），并于1999年被拆除，以便建造圣殿。在聖殿建造时，该地区有23,000名成员。教會總會會長團第一諮理多馬·孟蓀會長于2000年5 月21日为比亚埃尔莫萨聖殿做了奉獻祈禱。 
這座聖殿位於墨西哥灣沿岸附近的特萬特佩克地峽。 聖殿的外部是白色大理石，與世界各地建造的大多數小聖殿一樣，有一個帶有天使摩羅乃雕像的尖頂。 墨西哥比亞埃爾莫薩聖殿總建築面積為994平方公尺，設有兩個教儀室和兩個印證室。